# Транспорт в ДР Конго
В Демократической Республике Конго всегда были затруднения с наземным транспортом. Рельеф местности и климат бассейна реки Конго создают барьеры для строительства автомобильных и железных дорог. Кроме того, хроническая бесхозяйственность и внутренние конфликты привели к серьёзной нехватке инвестиций в транспортную инфраструктуру в течение многих лет.
С другой стороны, в ДР Конго тысячи километров судоходных путей и традиционно водный транспорт является доминирующим на ⅔ территории страны.

## Транспортные проблемы
В качестве иллюстрации транспортных проблем в ДР Конго можно привести т. н. «национальный маршрут» доставки товара из порта Матади в Букаву:
- Из Матади в Киншасу — железной дорогой
- Из Киншасы в Кисангани — речным судном
- Из Кисангани в Убунду — железной дорогой
- Из Убунду в Кинду — речным судном
- Из Кинду в Калемие — железной дорогой
- Из Калемие в Калунду — судном по озеру Танганьика
- Из Калунду в Букаву — автомобильной дорогой.

Иными словами, товар должен быть загружен и выгружен восемь раз, а вся дорога может занять несколько месяцев.
Многие дороги страны находятся в плохом состоянии и действуют только на некоторых участках, несмотря на недавние попытки улучшить их состояние. Транспортная инфраструктура ДР Конго сильно пострадала во время Первой и Второй конголезских войн. Многие транспортные средства были уничтожены или реквизированы боевиками, особенно на севере и востоке страны, также сильно пострадали трубопроводы. За пределами Киншасы, Матади и Лубумбаши частного и коммерческого автомобильного транспорта почти нет, а автомобильный поток низкий даже там, где дороги находятся в хорошем состоянии. Некоторое количество транспортных средств, используемых за пределами этих городов, находится в ведении ООН, организаций по оказанию помощи, правительства ДР Конго и нескольких крупных компаний в добывающей и энергетической отраслях.
Воздушный транспорт является единственным эффективным средством перемещения между многими городами в стране. Конголезское правительство, ООН, гуманитарные организации и крупные компании используют воздушный, а не наземной транспорт для перемещения персонала и грузов.
Простые граждане, особенно в сельских районах, передвигаются обычно пешком, на велосипеде или лодке.
В некоторые районы ДР Конго легче добраться из других стран, чем из Киншасы. Например, Букаву, Гома и другие города на северо-востоке страны связаны от границы ДРК асфальтированной дорогой с кенийским портом Момбаса. И большинство товаров в эти города доставляются в последние годы этим маршрутом. Аналогичным образом, Лубумбаши и другие города провинции Катанга связаны с Замбией, через которую получают доступ к автомагистралям и железным дорогам Южной Африки. Такие транспортные связи с соседними странами для восточных и юго-восточных районов страны более важны, чем со столицей.

## Основные программы развития инфраструктуры
В 2007 году Китай согласился предоставить 5 млрд долларов для реализации двух крупных проектов по развитию транспортной инфраструктуры. Первый проект предполагал связать богатую полезными ископаемыми провинцию Катанга, в частности Лубумбаши, железной дорогой с океанским портом Матади и автомагистралью с речным портом Кисангани. Второй проект предполагал улучшить транспортную сеть юга Африки в Замбии. Эти проекты также будут направлены на улучшение транспортных маршрутов между районами страны, которые не обслуживаются водным транспортом, и основными экономическими центрами. Кредит будет погашаться предоставлением концессий на добычу ископаемых, в которых остро нуждается Китай: медь, кобальт, золото и никель, а также доходами от платных автомобильных и железных дорог. В условиях нежелания международного бизнес-сообщества вкладывать средства в ДР Конго, эти проекты необходимы правительству страны для активизации инфраструктуры страны.

## Железные дороги
Железные дороги управляются национальной компанией Société Nationale des Chemins de Fer du Congo (SNCC). Не все железнодорожные линии соединены между собой, но большинство из них связаны с речным транспортом. Ниже перечислены железнодорожные системы страны:
- Железная дорога Матади—Киншаса[англ.]: Из Матади в Киншасу через Сонгололо, Кимпесе, Мбанза-Нгунгу и Касангулу, управляется компанией Office National des Transports (ONATRA)[англ.]. Ширина колеи 1067 мм, изначально было 750 мм[2]; поезд три раза в неделю[3]. Количество перевозок по этой линии уменьшилось после завершения в 2000 году реконструкции автодороги Матади—Киншаса, однако в настоящее время планируется активизировать работу линии, для чего в июле 2006 года было подписано соглашение между ONATRA и китайской компанией CMIC[4], которая будет ремонтировать пути, поезда, коммуникации, сигнализацию и линии электропередач.
- Линия Викиконго: Бумба (порт на реке Конго) — Акети — Бута — Ликати — Исиро — Мунгбере, с подъездными путями в Бондо и Титуле. Ширина колеи 600 мм. Линия находится в запущенном состоянии и не используется[5], последние поезда по ней проходили в 2002—2003 году[6].
- Линия Больших озёр (1-й участок): Кисангани (порт на реке Конго) — Убунду (порт на реке Конго). Ширина колеи 1000 мм. Эта линия является объездным маршрутом водопада Стэнли. Поезда отходят после прибытия в Кисангани корабля из Киншасы или до его отправления в Киншасу, что происходит нерегулярно, примерно раз в 2—3 месяца[7].
- Линия Больших озёр (2-й участок): Кинду (порт на реке Луалаба) — Кибомбо — Конголо — Кабало (порт на реке Луалаба и соединение с линией Катанга) — Ньюнзу — Ниемба — Калемие (порт на озере Танганьика). Ширина колеи 1067 мм. До 1955 года ширина колеи была 1000 мм, но её переделали для соединения с линией Катанга в 1956 году. Отрезок дороги между Калемие и Ниемба находится в запущенном состоянии и не эксплуатируется[5]. Из Калемие по озеру Танганьика можно добраться судами в Моба и Увира.
- Линия Катанга: Кабало (порт на реке Касаи и соединение с линией Больших озёр) — Камунгу — Катумба — Кабонго — Камина (соединение с линией Касаи) — Букама (порт на реке Луалаба) — Тенке (соединение с железной дорогой Бенгела[англ.]) — Ликаси — Лубумбаши — Саканиа — Замбия. Ширина колеи 1067 мм. Участок между Кабонго и Камина находится в запущенном состоянии[5].
- Линия Касаи: Илебо (порт на реке Касаи) — Кананга — Мвене-Диту — Каниама — Камина (соединение с линией Катанга). Ширина колеи 1067 мм. Линия Касаи соединяет линию Катанга с Илебо, откуда на судне можно добраться до Киншасы, а грузы перегружают на речные баржи, однако речное сообщение нерегулярное[5]. 1 августа 2007 года в 170 км к северо-западу от Кананги потерпел крушение пассажирский поезд, 7 вагонов сошли с рельс и погибло около 100 человек.
- Линия Катанга—Бенгела: Была построена для соединения железной дороги Катанга: Тенке — Колвези — Дилоло с железной дорогой Бенгела из Луау к Лобиту (порт на берегу Атлантического океана). Это позволило пассажирским поездам курсировать между Лубумбаши и Лобито, а грузовыми поездами доставлять медь из Замбии и Катанги (месторождение Copperbelt) в морской порт для экспорта. Однако, из-за гражданской войны в Анголе, линия не работает с 1970 года. Участок между Колвези и Дилоло находится в очень запущенном состоянии[5].

### Протяжённость железных дорог
4007 км (2014)
Узкоколейки:
- 3882 км; ширина колеи 1067 мм (858 км электрифицировано); (2014)
- 125 км; ширина колеи 1000 мм; (2014)

### Железнодорожные линии в соседние страны
В настоящее время функционирует только одна международная железнодорожная линия:
- Замбия — ширина колеи 1067 мм, соединяется с железными дорогами Зимбабве, Мозамбика и ЮАР.

Эта международная линия не работает:
- Ангола — 1067 мм, не работает с 1970-х годов.

Существует паромная связь между железнодорожными линиями соседних стран:
- Республика Конго — паром перевозит пассажиров и грузы из Киншасы в Браззавиль через реку Конго, откуда идёт железная дорога в Пуэнт-Нуар. Ширина колеи в обеих странах 1067 мм.
- Танзания — суда перевозят грузы из Калемие в Кигому, откуда идёт железная дорога в Дар-эс-Салам. Ширина колеи 1067 мм (ДР Конго) / 1000 мм (Танзания)

С Суданом, Угандой, ЦАР, Руандой и Бурунди прямой железнодорожной связи нет.

### Проекты железных дорог
- В сентябре 2007 года сообщалось, что Китай предоставит 5 млрд. $ для реализации новых проектов в области транспортной инфраструктуры, включавших восстановление старых и строительство новых участков железных дорог для связи Саканиа и Лубумбаши с Матади (3200 км).
- В 2005 году было предложено строительство железной дороги в Касесе, Уганда.

## Автодороги
В ДР Конго автодорог с хорошим покрытием меньше, чем в других странах Африки, сравнимых по площади и количеству населения. В общей сложности в ДР Конго 2250 км автодорог, из которых только 1226 км находятся в хорошем состоянии. На каждый 1 млн населения приходится только 35 км асфальтированных дорог. Для сравнения, в Замбии (одной из беднейших стран Африки) и Ботсване (одной из самых богатых) — 580 км и 3427 км соответственно.
Всего дорожная сеть, по данным UNJLC, в 2005 году составляла:
- Всего: 171 250 км
- С твёрдым покрытием: 2250 км
- Грунтовые дороги: 15 000 км
- Без твёрдого покрытия: 43 000 км
- Просёлочные дороги: 21 000 км
- Местные дороги или тропинки 90 000 км.

В то же время, согласно документам правительства ДР Конго, в 2005 году сеть магистральных автомобильных дорог в хорошем состоянии распределилась следующим образом:
- С твёрдым покрытием: 1226 км
- Грунтовые дороги: 607 км.

UNJLC также отмечает, что сети автодорог, существовавшей до Второй конголезской войны, больше нет, так как большинство из 20 000 мостов и 325 паромов нуждаются в ремонте или замене.
UNJLC сообщает, что хотя дорожную сеть теоретически можно разделить на четыре категории (национальные дороги, приоритетные региональные дороги, второстепенные региональные дороги и дороги местного значения), эта классификация не имеет большого практического использования, потому что некоторые дороги просто не существуют. Например, национальная автомагистраль NR9 не функционирует и её нельзя обнаружить с помощью дистанционного зондирования Земли.
Две основные автомагистрали страны:
- Национальная автомагистраль № 1 — связывает порты на побережье Атлантического океана с Киншасой и юго-восточными провинциями страны, где находится важнейшая экономическая зона ДР Конго с месторождениями медных и других руд.
- Национальная автомагистраль № 2[англ.], Кисангани — Букаву — Гома, соединяющая основные водные транспортные системы страны, а именно Киншаса—Кисангани реки Конго с озёрами Киву и Танганьика. Эта дорога была повреждена во время войны и по состоянию на июль 2007 года не используется к югу от Валикале.

### Международные автомагистрали
Через ДР Конго проходят три трансафриканских автомагистрали:
- Шоссе Триполи-Кейптаун
- Шоссе Лагос-Момбаса
- Шоссе Бейра-Лобиту[англ.]

## Водные маршруты
ДР Конго имеет больше судоходных рек, а также объём грузо- и пассажироперевозок на лодках и паромах, чем любая другая страна Африки. Киншаса, в которой 7 км береговой линии занимают причалы и пристани, является крупнейшим речным портом континента. Однако большая часть инфраструктуры — суда и портовое оборудование — находится в плохом состоянии из-за некачественного обслуживания и внутренних конфликтов.
Общая протяжённость водных путей составляет 15 000 км, включая реку Конго, её притоки и озёра.
Самым длинным и известным маршрутом является 1000-километровый маршрут Киншаса—Кисангани.
Графики движения на большинстве маршрутов не являются регулярными. Баржи могут ждать в порту несколько недель пассажиров и окончания погрузки грузов, прежде чем отправиться в рейс.

### Международное сообщение по водным маршрутам
- Киншаса связана с Браззавилем (Республика Конго) регулярными сообщениями на судах и паромах, длина маршрута 3,5 км по реке Конго.
- Киншаса и другие речные порты связаны речным маршрутом по реке Убанги с Банги (Центральноафриканская Республика).
- Гома и Букаву связаны маршрутом по озеру Киву с Гисеньи, Кибуйе[англ.] и Сьянгугу[англ.] в Руанде.
- Калемие, Кулунду-Увире и Моба связаны маршрутом по озеру Танганьика с Кигома (Танзания), Бужумбура (Бурунди) и Мпулунгу[англ.] (Замбия).
- Касенга и Пвето связаны маршрутом по системе Луапула—Мверу с Нчеленге, Кашикиши и Кашиба[англ.] в Замбии.
- Озеро Альберт: два небольшие порта: Кисенье вблизи Буниа и Махади-Порт связаны с угандийскими портами на Бутиабо и Пэквоч[англ.] на Белом Ниле, который судоходен до Нимуле в южной части Судана. В составе водного транспорта находятся, главным образом, малые суда, а коммерческие суда отсутствуют.
- Озеро Эдуард: расположено в пределах национальных парков, населённых пунктов мало, транспортные маршруты обслуживаются, в основном, малыми судами, коммерческий транспорт отсутствует.

### Внутреннее сообщение по водным маршрутам
Среднее течение реки Конго и её притоки являются главными внутренними водными путями в ДР Конго. Два основных речных маршрута:
- Киншаса — Мбандака — Кисангани на реке Конго;
- Киншаса — Илебо на реке Касаи.

Основные озёрные маршруты:
- Калемие — Калунда-Увира на озере Танганьика;
- Букаву — Гома на озере Киву;
- Фими[англ.] — Инонго на озере Маи-Ндомбе;
- Иребу на реке Конго — Бикоро[англ.] на озере Тумба;
- Касенга — Пвето в системе Луапула—Мверу;
- Кисенье — Порт-Махади на озере Альберт.

### Порты

#### Атлантический океан
- Матади — главный морской порт
- Банана — нефтяной терминал
- Бома

#### Внутренние речные порты
- Бумба
- Илебо — железнодорожный узел
- Кинду — железнодорожный узел
- Киншаса — железнодорожный узел
- Кисангани — железнодорожный узел
- Мбандака
- Н’Данги[англ.] — бывший военный порт

#### Озеро Танганьика
- Калемие — железнодорожный узел
- Увира
- Моба

#### Озеро Киву
- Букаву
- Иджви
- Гома

### Торговый флот
В составе торгового флота ДР Конго состоит один нефтяной танкер.

## Трубопроводы
Длина трубопроводов составляет 390 км.

## Ракетная программа
ДР Конго имеет ракетную программу под названием «Тропосфера».